# Szklana Huta (Sainte-Croix)
Pour les articles homonymes, voir Szklana Huta.
Szklana Huta est une localité polonaise de la gmina de Bieliny, située dans le powiat de Kielce en voïvodie de Sainte-Croix.